# Bauhaus-Archiv

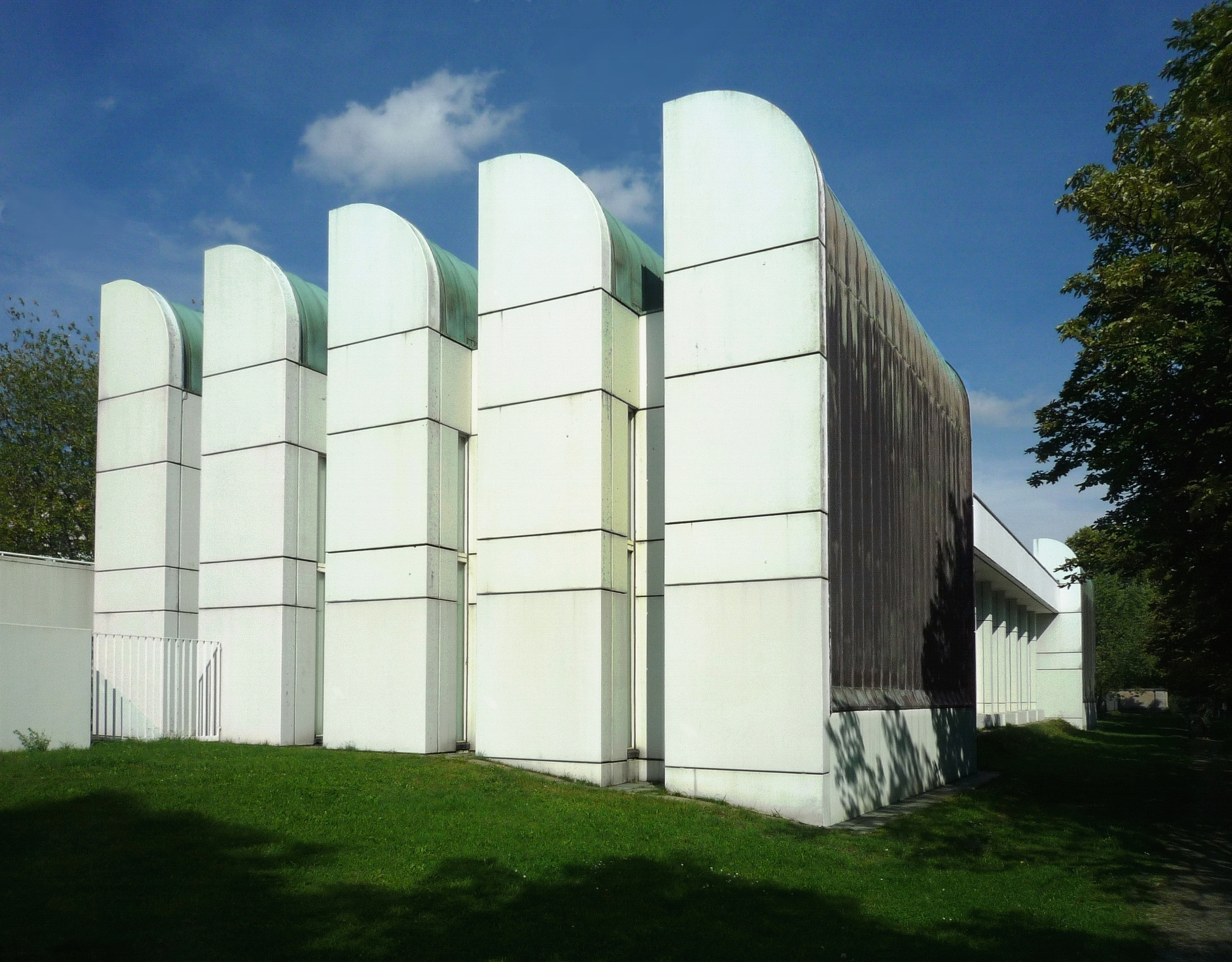
Bauhaus-Archiv

Bauhaus-Archiv/Museum für Gestaltung är ett museum om Bauhaus i Berlin. Bauhaus-Archiv samlar arbeten, dokument och litteratur som har att göra med Bauhaus och gör dess tillgängliga för allmänheten.
Bauhaus-Archiv grundades i Darmstadt 1960. Walter Gropius och andra Bauhaus-medarbetare stödde projektet. Samlingen växte snabbt och man hade tankar på ett eget museum och Gropius fick en förfrågan om han kunde överta ritandet av museet. Planerna var för ett museum på Rosenhöhe i Darmstadt men slutligen kunde man inte få igenom projektet i stadsfullmäktige. 
Västberlins senat var beredd att ställa mark och pengar för ett museibygge till förfogande. 1971 skapades ett temporärt arkiv i Berlin. Projektet försenades då man behövde anpassa byggplanerna till området vid Landwehrkanal (Tiergarten) men även på grund av politiska beslut och ekonomiska aspekter. 1976 lades grundstenen för arkivet och 1979 stod nybygget klart. Gropius skiss från 1964 återfinns i det karaktäristiska taket men i övrigt finns det inte så många gemensamma nämnare med det museum som stod klart. Gropius tog fram skisser för ett Bauhaus-arkiv i Darmstadt 1964–1968 tillsammans med Alexander Cvijanovic. Dessa låg till grund för Bauhaus-Archiv i Berlin med Cvijanovic som utförande arkitekt.
1997 blev byggnaden byggnadsminnesmärkt.
Bauhaus-Archiv renoveras och kommer även få en tillbyggnad. Tillbyggnaden kommer husera museet medan den äldre delen helt vigs åt arkivet.